# Aaron Kunihiro
Aaron Kunihiro (7 de junio de 1989) es un deportista estadounidense que compite en judo. Ganó una medalla en los Juegos Panamericanos de 2011, y tres medallas en el Campeonato Panamericano de Judo entre los años 2005 y 2015.

## Palmarés internacional
| Juegos Panamericanos    | Juegos Panamericanos     | Juegos Panamericanos | Juegos Panamericanos |
| Año                     | Lugar                    | Medalla              | Categoría            |
| ----------------------- | ------------------------ | -------------------- | -------------------- |
| 2011                    | Guadalajara (México)     | Medalla de bronce    | –60 kg               |
| Campeonato Panamericano |                          |                      |                      |
| Año                     | Lugar                    | Medalla              | Categoría            |
| 2005                    | Caguas (Puerto Rico)     | Medalla de plata     | –55 kg               |
| 2009                    | Buenos Aires (Argentina) | Medalla de bronce    | –60 kg               |
| 2015                    | Edmonton (Canadá)        | Medalla de bronce    | –60 kg               |